# Chrysocercops squamosa
Chrysocercops squamosa är en fjärilsart som beskrevs av Tosio Kumata 1992. Chrysocercops squamosa ingår i släktet Chrysocercops och familjen styltmalar. Inga underarter finns listade i Catalogue of Life.